# لوثر غلين
لوثر غلين (بالإنجليزية: Luther Glenn)‏ هو سياسي أمريكي، ولد في 26 نوفمبر 1818، وتوفي في 9 يونيو 1886. انتخب عضو مجلس نواب جورجيا.